# ATM (2012年の映画)
『ATM』（原題：ATM）は、2012年のアメリカ合衆国・カナダ合作のホラー映画。

## あらすじ
投資会社に勤務するデイビッドとエミリーとコーリーは、クリスマスパーティーの帰り道に現金を下ろすためにATMに寄る。しかし、そのATMは、トラップが仕組まれており…。

## スタッフ
- 監督：デヴィッド・ブルックス
- 脚本：クリス・スパーリング
- 製作：ポール・ブルックス、ピーター・サフラン
- 音楽：デヴィッド・バックリー
- 撮影：ベント・ジョンソン
- 編集：デヴィッド・ブルックス

## キャスト
- デイビッド：ブライアン・ジェラティ
- エミリー：アリス・イヴ
- コーリー：ジョシュ・ペック